# Mehmet Ali Tunç
Mehmet Ali Tunç (* 16. August 1981 in Adana) ist ein türkischer Fußballtorhüter.

## Karriere
Der aus Adana stammende Mehmet Ali Tunç kam aus der Jugend Adana Demirspors und wechselte als professioneller Spieler zu Kayseri Erciyesspor. Für Kayseri Erciyesspor trug er das Trikot zwei Spielzeiten. Er wechselte im Sommer 2001 zu Kayserispor, für die er 40 Spiele bestritt. 
In der Saison 2005/06 lieh Ankaraspor ihn aus, aber er kam zu keinem Einsatz. In der Winterpause derselben Saison wechselte er zu Istanbul Büyükşehir Belediyespor. Während die Mannschaft noch in der 2. Liga spielte, war Tunç Stammtorwart; als jedoch der Klub in die Turkcell Süper Lig aufstieg, verlor er seinen Stammplatz und war schließlich nur noch dritte Wahl.
Nachdem er die Saison 2010/11 beim Zweitligisten Giresunspor verbracht hatte, wechselte er zum Sommer 2011 zum türkischen Zweitligisten Çaykur Rizespor, kehrte aber bereits nach einem Jahr zu Giresunspor zurück. Giresunspor verließ er bereits zur Winterpause und verbrachte anschließend die Rückrunde beim Drittligisten Istanbul Güngörenspor.
Zum Sommer 2013 wechselte er zum Zweitligisten Kahramanmaraşspor.